# Paysages de printemps et d'automne

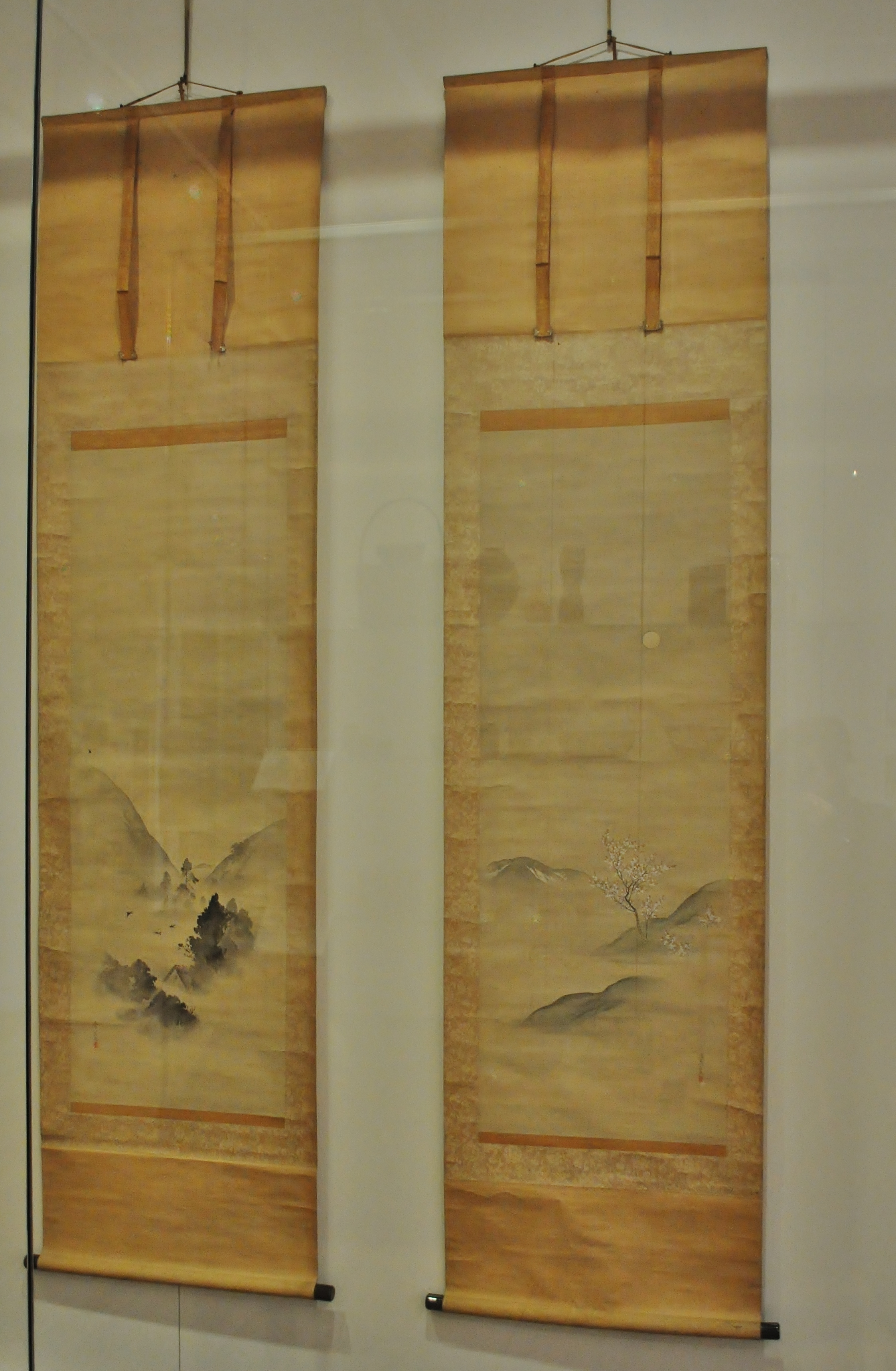
Paysages de printemps et d'automne par Hara Zaishō

Paysages de printemps et d'automne sont deux kakemono représentant le printemps et l'automne par l'artiste japonais Hara Zaishō (1813-1872). Les deux tableaux font partie des collections permanentes du Musée royal de l'Ontario.

## Hara Zaishō
Hara Zaishō (原在照) est le fils adopté de Hara Zaimei (原在明) à qui il succède comme troisième dirigeant de l'école Hara de peintres professionnels. Fondée à Kyoto, l'école Hara fournit des artistes officiels à la cour impériale de la fin du XVIIIe au début du XXe siècle. Hara Zaishō lui-même crée plusieurs œuvres pour le palais impérial de Kyoto durant sa reconstruction à la suite d'un incendie en 1854. La plus célèbre d'entre elles est un motif de cerisier peint sur une porte coulissante fusuma visible dans la Sakura-no-ma (salle de la floraison des cerisiers).

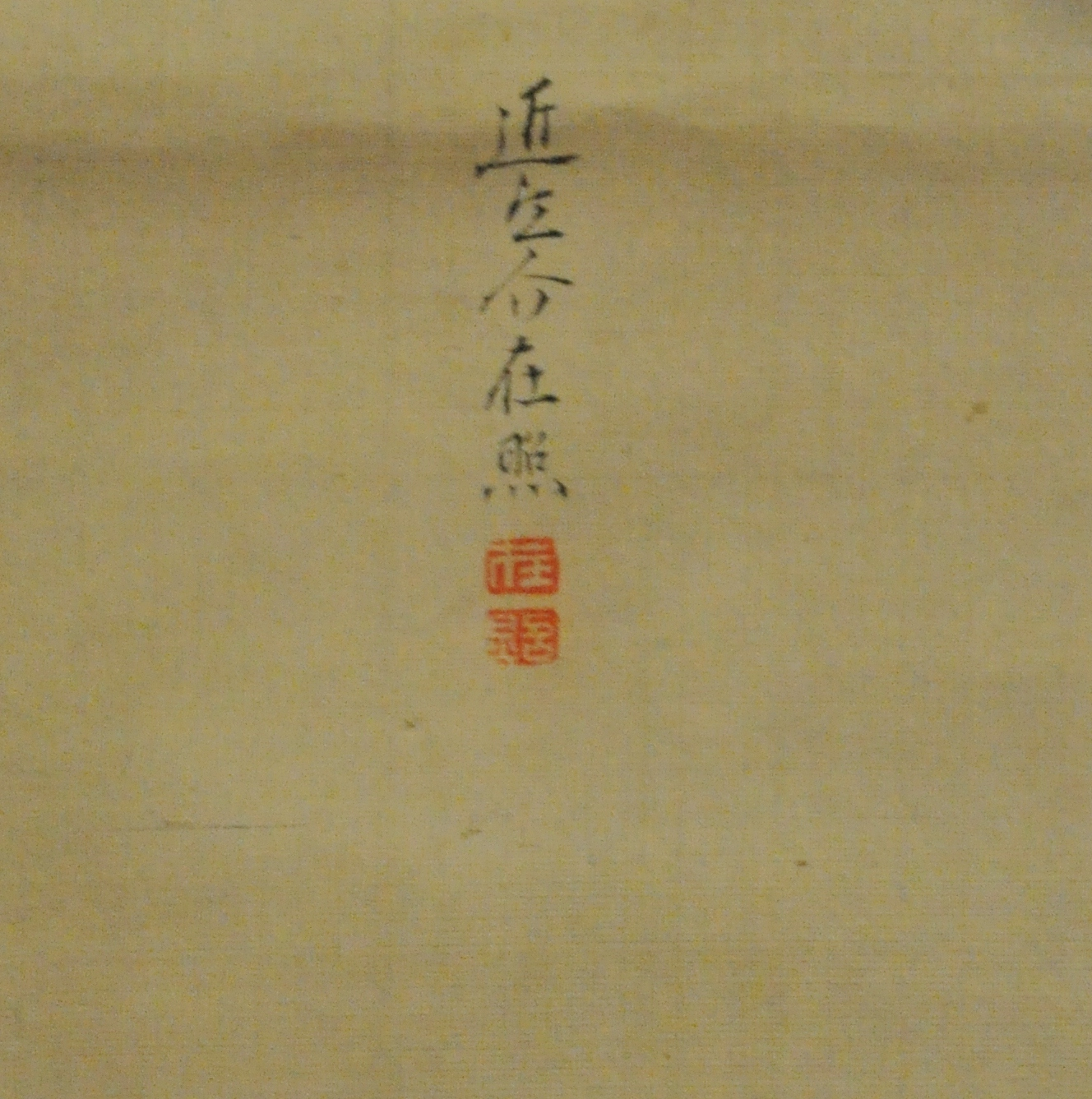
Sceau et signature de Hara Zaishō

La carrière de Zaishō s'étend de la fin de l'époque d'Edo (1603-1867) au début de l'ère Meiji (1868-1912),
époque de grand changement au Japon à la suite de son ouverture à l'Occident de 1854. L'école Hara est alignée sur l'école du peintre Maruyama Ōkyo, mouvement fondé à la fin du XVIIIe siècle et associé aux tendances influencées par l'Occident telles que le réalisme objectif, la perspective unifiée, l'ombrage et les contours.
Hara Zaishō est aussi associé aux pseudonymes Kanran (観瀾) et Yūran (夕鸞).

## Genre

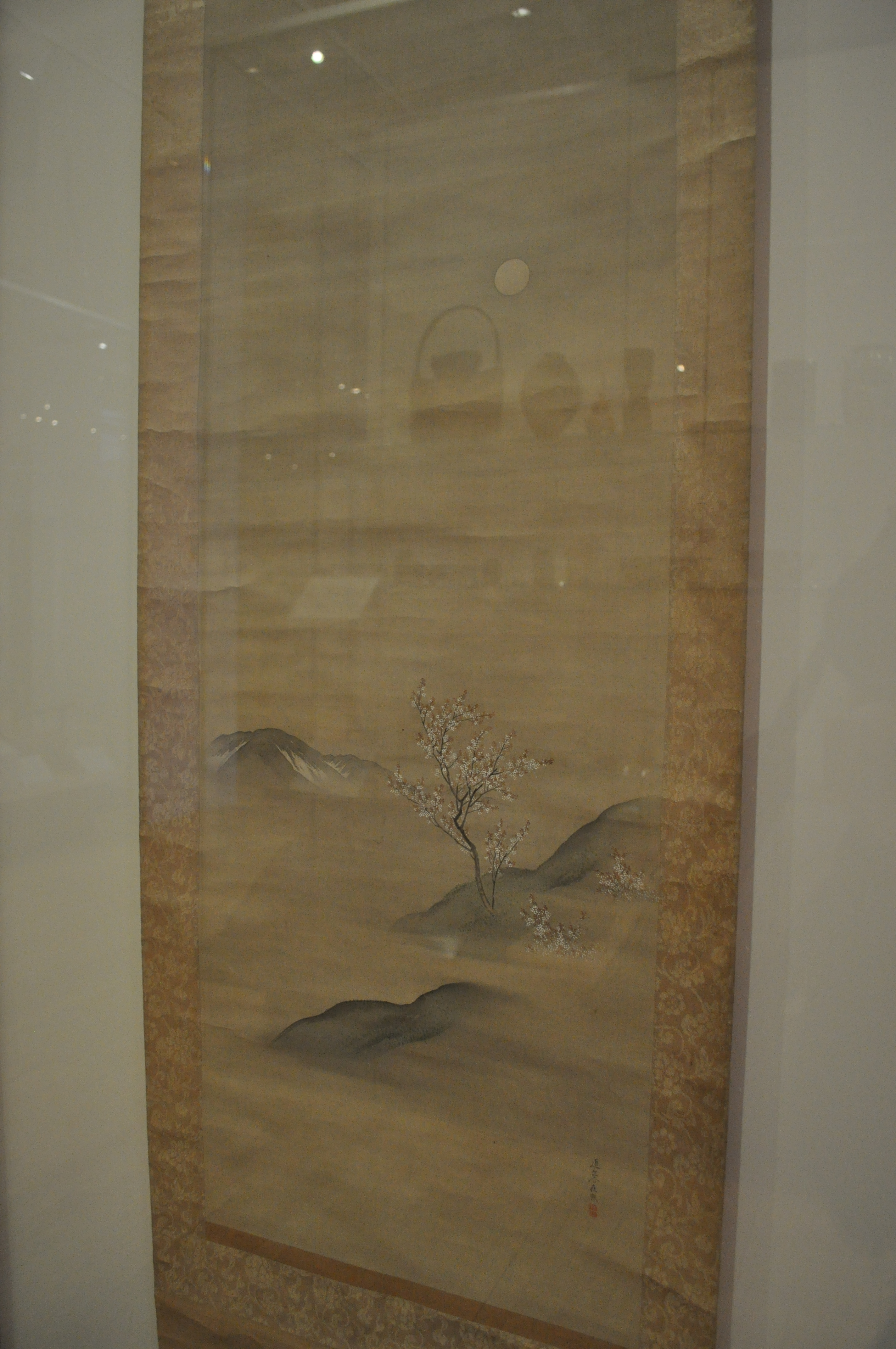
Paysage de printemps.

Ces deux peintures appartiennent au genre shiki-e : images représentant l'évolution des paysages à travers les saisons. Il n'était pas rare pour le shiki-e de prendre la forme de diptyques, avec l'ensemble de l'année représenté par des images de printemps et d'automne. Tel est le cas avec cette paire de peintures comme cela est indiqué par les positions en miroir du sceau et de la signature de l'artiste sur chaque rouleau plutôt que les deux étant dans le coin en bas à gauche comme d'habitude sur des rouleaux individuels. La paire se lit de droite à gauche, le printemps précédant l'automne.
Ces paysages sont des sumi-e — peinture à l'encre — sur soie, support relativement coûteux reflétant le statut de l'artiste et du mécène. Ils sont montés en kakejiku ou kakemono, suspendus au mur. Ce type de peinture est généralement accroché dans une alcôve tokonoma, avec parfois au premier plan un arrangement de fleurs de saison et un brûleur d'encens décoratif. Les kakemono étaient habituellement suspendus bas car ils étaient destinés à être vus par le spectateur frontalement assis à la distance de la largeur d'un tatami (environ 90 cm). Bien que les kakejiku étaient des objets de décoration, leur manque d'élaboration reflète leur objectif secondaire comme objets destinés à favoriser une contemplation tranquille.

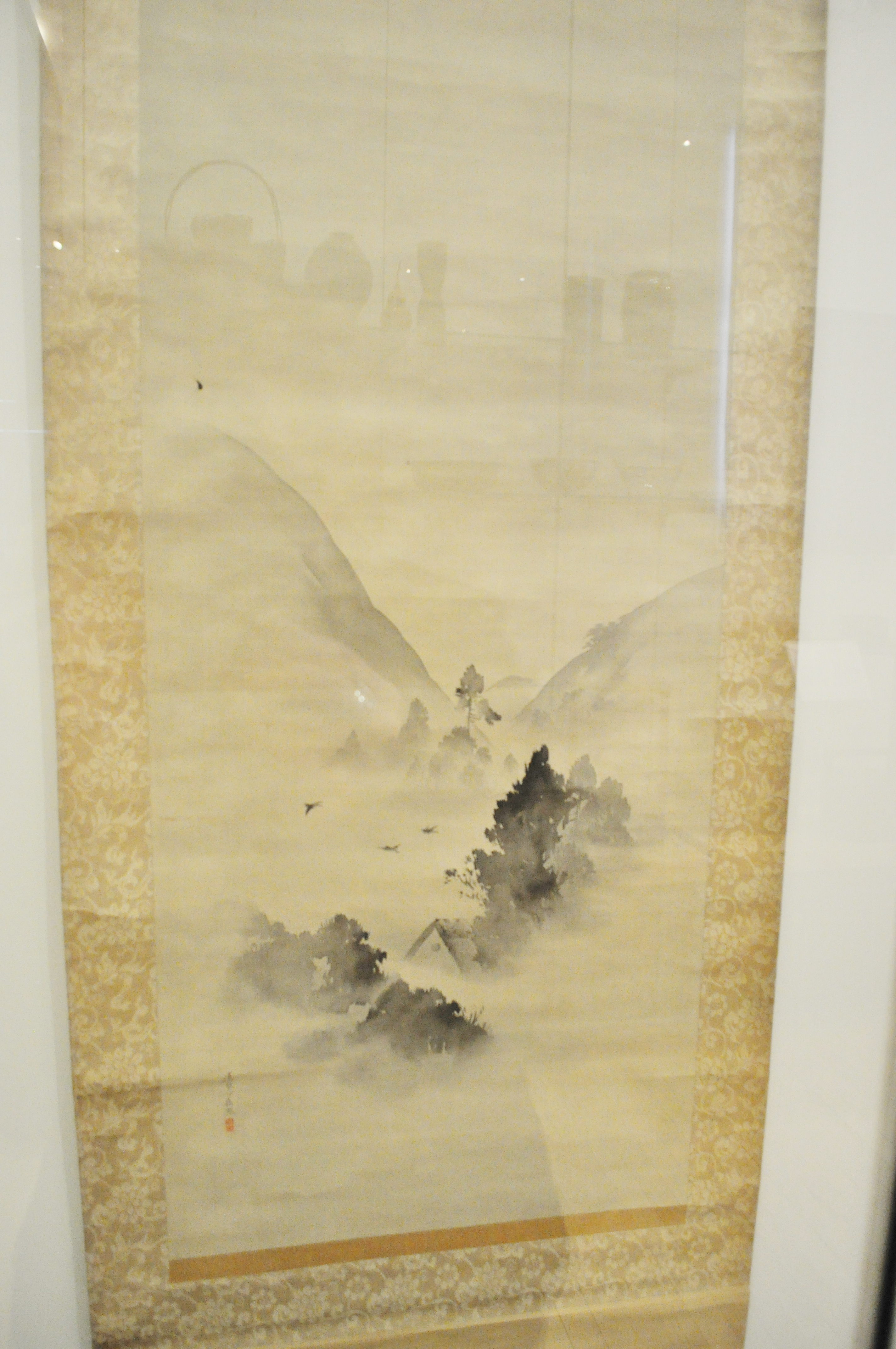
Paysage d'automne.

Cette paire de peintures appartient à une période dans l'art japonais au cours de laquelle les représentations de paysages sont réévaluées. Face à l'émergence du Japon comme nation sur la scène mondiale, les artistes s'éloignent des conventions classiques chinoises pour développer un système plus autochtone de motifs symboliques et de traitement de l'espace. Les cerisiers en fleurs dans l'image de printemps et le toit de chaume dans le paysage d'automne relient l’œuvre de Zaishō au Japon contemporain plutôt qu'à la Chine ancienne.

## Style et contenu
Paysage de printemps représente une pleine Lune brillant au-dessus d'un cerisier solitaire en pleine floraison planté sur le versant d'une montagne. Il conserve le style monochrome avec ses raffinées associations chinoises mais ajoute une utilisation parcimonieuse de la couleur dans le léger rose de la floraison des cerisiers, symbolique du printemps, de l'éphémère et du Japon lui-même.
Avec Paysage d'Automne, Zaishō dépeint de nouveau une scène de montagne, environnement classiquement associé au sacré. Ici, les pentes sont flanquées de pins, souvent évoqués comme symbole de longévité et de constance en contrepoint de la fugacité des cerisiers en fleurs du printemps.

## Principaux artistes de l'école Hara
1. Hara Zaichū (原在中) 1750 – 1837
2. Hara Zaimei (原在明) 1778 – 1844
3. Hara Zaishō (原在照) 1813 – 1872
4. Hara Zaisen (原在泉) 1849 – 1916
5. Hara Zaikan (原在寛) 1884 – 1957
6. Hara Arinao (原在修) 1922 – inconnu